# 캐시디 레이
캐시디 레이(Cassidy Rae, 1976년 6월 7일 ~ )는 미국의 배우이다.

## 출연 작품

### 영화
- 죽음의 컴퓨터 (1995)
- 버클리로 간 빛의 천사 토니 (1997, Journey of the Heart)
- 익스트림 데이즈 (2001, Extreme Days)

### 텔레비전
- 우리 생애 나날들 (1993)
- 저스트 슛 미 (2000)